# Frais de recherche et de développement
Ce sont les dépenses qui correspondent à l'effort réalisé par l'entreprise en matière de recherche scientifique ou technique et de développement.
Ces frais peuvent, au choix de l'entreprise, être déduits des résultats de l'exercice en cours ou être immobilisés dans un compte d'immobilisation incorporelle (compte 203 "Frais de recherche et de développement" du PCG).
Pour être immobilisés, ces dépenses doivent remplir certaines conditions :
1. Les projets en cause doivent être nettement individualisés
2. Ils doivent avoir un coût distinctement établi
3. Ils doivent avoir de sérieuses chances de rentabilité commerciale

## Remarque
L'inscription de ces dépenses dans un compte d'immobilisation permet de les amortir selon le mode linéaire sur une durée ne pouvant dépasser cinq ans.
Dans la mesure où le PCG ne donne aucune précision quant à la date de départ de l'amortissement, on peut amortir soit à la fin du projet soit en cours de projet.